# Filipa de Almada
Filipa de Almada (nacida en el siglo xv) fue una poetisa y noble portuguesa.
Almada vivió y escribió durante los reinados de los reyes Alfonso V y Juan II de Portugal. Su poesía estuvo incluida en 1516 en el Cancioneiro Geral recopilado por Garcia de Resende.